# Dodi Al-Fayed
Imad El-Din Mohammed Abdel Moneim Fayed (15. dubna 1955 Alexandrie – 31. srpna 1997 Paříž) byl egyptský filmový producent a obchodník.

## Život
Byl synem podnikatele Al-Fayeda a Samiry Kashoggi, sestry Adnana Kashoggiho, známého obchodníka se zbraněmi (Iran – Contras, aféra Lockheed). V roce 1987 se oženil se Suzanne Gregardovou, kterou ten samý rok opustil. Po rozvodu Diany Spencerové se stal jejím milencem. Oba zahynuli při automobilové nehodě v Paříži. Je pohřben v Oxtedu, Surrey, v Anglii na panství patřícím jeho otci.